# CWEB
CWEB은 도널드 커누스와 실비오 레비가 만든 컴퓨터 프로그래밍 시스템이다. 카누스가 만든 웹(WEB)은 파스칼 코드를 만들어내는데, 이것을 C 코드를 만들어내도록 바꾼 것이다. C 이외에도 C++이나 자바 소스코드도 만들 수 있다.
웹과 마찬가지로 두 가지 프로그램으로 구성되어 있다.
- ctangle: 소스 코드에서 C 코드를 뽑아내는 프로그램
- cweave: 소스 코드에서 TeX을 이용하여 문서를 만드는 프로그램.